# Комплекс сестры
Комплекс сестры (яп. シスターコンプレックス) Также, «сискон» (яп. シスコン) — состояние сильного романтического влечения к собственной сестре или сильная привязанность, особо теплые чувства к сестре без романтического подтекста.

## История
В 1917 году Йосихиде Кубо упомянул в своей работе что у Лаэрта в пьесе Шекспира «гамлет» есть комплекс сестры по отношению к Офелии. Также, в 1932 году, в своей работе «Психологический анализ», Кубо он сказал что комплекс Брата/Сестры — это чуть изменённая версия отношений между отцом и дочерью «комплекс отец-дочь» и отношений между матерью и сыном «комплекс мать-сын».
Изначально, термин «комплекс сестры» был жаргонным обозначением фетишизма.

## Проявление
Самый простой сестринский комплекс проявляется у брата, который хочет «владеть» своей сестрой и испытывает любовное влечение к ней.
Мужчины с сестринским комплексом, идеализируют свою сестру. В сочетании с сексуальным устремлением, модель сестры может играть значительную роль в их жизни. Например, множество мужчин с данным комплексом, выбирают партнёра который имеет общие черты с их сестрой. Также комплекс сестры иногда распространяется и на женщин, в этом случае, он воспринимается положительно и описывается как «женщина, которая тоскует по своей старшей сестре» и «женщина, которая любит свою младшую сестру».
Нобухико Обаяси описал Тэдзуку как артист с комплексом сестры, процитировав эпизод, в котором Осаму Тэдзука сказал: «Никто не был таким эротичным, как моя сестра, сидящая рядом со мной и рисующая мангу». По словам Обаяси, авторы с данным комплексом характеризуются тем, что они не укореняются в земле, а продолжают искать свою потерянную «сестру», выпрыгивая из земли и отправляясь в космос или в будущее. Более того, многие из них, отказываются от секса и осознают что могут любить только сестру.